# Eifelrennen
Eifelrennen je bila nemška dirka za Veliko nagrado, ki je potekala med letoma 1922 in 2003 v različnih kategorijah, od leta 1927 naprej vseskozi na dirkališču Nürburgring. Med letoma 1930 in 1930 je potekala pod pravili Grand Prix. Rudolf Caracciola je dirko dobil štirikrat, od tega trikrat pod pravili Grand Prix, Bernd Rosemeyer pa je zmagal dvakrat.

## Zmagovalci
| Leto | Zmagovalec                       | Razred             |
| ---- | -------------------------------- | ------------------ |
| 1927 | Rudolf Caracciola                | Športni dirkalniki |
| 1928 | O. Spandel                       | Športni dirkalniki |
| 1929 | W. Bartsch                       | Športni dirkalniki |
| 1930 | Heinrich-Joachim von Morgen      | Grand Prix         |
| 1931 | Rudolf Caracciola                | Grand Prix         |
| 1932 | Rudolf Caracciola                | Grand Prix         |
| 1933 | Tazio Nuvolari                   | Grand Prix         |
| 1934 | Manfred von Brauchitsch          | Grand Prix         |
| 1935 | Rudolf Caracciola                | Grand Prix         |
| 1936 | Bernd Rosemeyer                  | Grand Prix         |
| 1937 | Bernd Rosemeyer                  | Grand Prix         |
| 1939 | Hermann Lang                     | Grand Prix         |
| 1949 | Karl Kling                       | Sports car         |
| 1950 | Fritz Riess                      | Formula 2          |
| 1951 | Paul Pietsch                     | Formula 2          |
| 1952 | Rudi Fischer                     | Formula 1/2        |
| 1953 | Toulo de Graffenried             | Formula 1/2        |
| 1954 | Karl-Günther Bechem              | Sports car         |
| 1955 | Juan Manuel Fangio               | Sports car         |
| 1956 | Walter Schock                    | Gran Turismo       |
| 1957 | Heini Walter                     | GT                 |
| 1958 | Wolfgang Seidel                  | GT                 |
| 1959 | Wolfgang von Trips               | Formula Junior     |
| 1960 | Dennis Taylor                    | Formula Junior     |
| 1961 | Jo Siffert                       | Formula Junior     |
| 1962 | Peter Warr                       | Formula Junior     |
| 1963 | Gerhard Mitter                   | Formula Junior     |
| 1964 | Jim Clark                        | Formula 2          |
| 1965 | Paul Hawkins                     | Formula 2          |
| 1966 | Jochen Rindt                     | Formula 2          |
| 1967 | Jochen Rindt                     | Formula 2          |
| 1968 | Chris Irwin                      | Formula 2          |
| 1969 | Jackie Stewart                   | Formula 2          |
| 1970 | Jochen Rindt                     | Formula 2          |
| 1971 | François Cevert                  | Formula 2          |
| 1972 | Jochen Mass                      | Formula 2          |
| 1973 | Reine Wisell                     | Formula 2          |
| 1975 | Jacques Laffite                  | Formula 2          |
| 1976 | Freddy Kottulinsky               | Formula 2          |
| 1977 | Jochen Mass                      | Formula 2          |
| 1978 | Alex Ribeiro                     | Formula 2          |
| 1979 | Marc Surer                       | Formula 2          |
| 1980 | Teo Fabi                         | Formula 2          |
| 1981 | Thierry Boutsen                  | Formula 2          |
| 1982 | Thierry Boutsen                  | Formula 2          |
| 1983 | Beppe Gabbiani                   | Formula 2          |
| 1986 | Volker Weidler                   | DTM                |
| 1987 | Manuel Reuter                    | DTM                |
| 1988 | Kurt Thiim, Dany Snobeck         | DTM                |
| 1989 | Steve Soper, Steve Soper         | DTM                |
| 1990 | Steve Soper, Steve Soper         | DTM                |
| 1991 | Klaus Ludwig, Klaus Ludwig       | DTM                |
| 1992 | Roland Asch, Frank Biela         | DTM                |
| 1993 | Klaus Ludwig, Nicola Larini      | DTM                |
| 1994 | Nicola Larini, Klaus Ludwig      | DTM                |
| 1995 | Bernd Schneider, Bernd Schneider | DTM                |
| 1996 | Jörg van Ommen, Manuel Reuter    | DTM                |
| 1997 | Laurent Aïello, Laurent Aiello   | STW Supertouring   |
| 1998 | Roland Asch, Johnny Cecotto      | STW                |
| 1999 | Tom Kristensen, Manuel Reuter    | STW                |
| 2000 | Manuel Reuter, Manuel Reuter     | DTM                |
| 2001 | Laurent Aiello                   | DTM                |
| 2003 | Gianmaria Bruni                  | Formula 3000       |